# Aron Siöcrona
Hans Aron Siöcrona (i riksdagen kallad Sjöcrona i Helsingborg), född 28 oktober 1825 i Helsingborg, död där 27 oktober 1898, var en svensk militär och riksdagspolitiker.

## Biografi
Siöcrona blev sergeant vid Skånska husarregementet 1841. Han avlade studentexamen 1842 och linjeofficersexamen 1844. Siöcrona blev underlöjtnant vid nämnda regemente sistnämnda år, löjtnant 1849, ryttmästare 1861 samt överstelöjtnant och förste major 1869. Han blev överste i armén 1882, men tog avsked från krigstjänsten 1883. Siöcrona blev riddare av Svärdsorden 1866 och kommendör av andra klassen av Vasaorden 1892. 
Vid sidan av sin militära karriär var Siöcrona även inblandad i staden Helsingborgs politiska liv och satt sedan 1875 som ledamot i stadens drätselkammare, en plats han innehade till 1893. Mellan 1885 och 1893 var han också drätselkammarens ordförande, vilket delvis överlappade Siöcronas uppdrag som vice ordförande i Helsingborgs stadsfullmäktige mellan 1887 och 1896. Under sin tid som vice ordförande i fullmäktige verkade han, tillsammans med ordföranden, general Gustaf Peyron, för att hela Kronprinsens husarregemente skulle förläggas i Helsingborg. Vid denna tid låg endast tre skvadroner i staden. Dock kom regementet att förläggas i Malmö, där det fick tillgång till nya kaserner. Under perioden 1884–1887 var Siöcrona, utöver sina kommunala uppdrag, även ledamot av riksdagens andra kammare, invald i Helsingborgs stads valkrets. 
Siöcrona ägde sedan 1871 landeriet Eneborg i södra Helsingborg, medan hans föräldrar ägde landeriet Fältarp utanför staden. För att sammanbinda de två egendomarna lät man 1873 anlägga en väg, vilken numera motsvaras av Gasverksgatan tillsammans med Fältarpsvägens västra sträckning fram till Folkets park. Lantbruksverksamheten vid Eneborg var dock under denna tid olönsamt och Siöcrona sålde därför på 1880-talet de norra markerna till Helsingborgs stad, som på platsen lät anlägga Norra kyrkogården, invigd 1885. Efter faderns död 1874 innehade modern, Louise Siöcrona, Fältarp fram till sin död 1893. Då inga av parets barn ville överta fastigheten sålde Aron Siöcrona, i egenskap av sterbhusets huvudman, landeriet till Helsingborgs Arbetarekommun 1895, som på platsen lät uppföra Folkets park, även kallad Sjöcronaparken. Numera går anläggningarna i parken under namnet Sundspärlan.
Aron Siöcrona var son till överhovjägmastare Johan Joachim Siöcrona och växte upp på gården Gustavslund utanför Helsingborg. Han var bror till generalmajor Cornelius Sjöcrona, far till överste Jan Siöcrona och farfar till författaren och Gamla stan-förkämpen Vera Siöcrona.